# Olympische Winterspiele 1994/Teilnehmer (Armenien)
| Gelbes Symbol für Goldmedaillen mit stilisierten Olympischen Ringen | Graues Symbol für Silbermedaillen mit stilisierten Olympischen Ringen | Braundes Symbol für Bronzemedaillen mit stilisierten Olympischen Ringen |
| ------------------------------------------------------------------- | --------------------------------------------------------------------- | ----------------------------------------------------------------------- |
| —                                                                   | —                                                                     | —                                                                       |

Armenien nahm an den Olympischen Winterspielen 1994 im norwegischen Lillehammer mit einer Delegation von zwei Sportlern teil.
Es war die erste Teilnahme Armeniens an Olympischen Winterspielen.

## Flaggenträger
Der Skirennläufer Arsen Harutjunjan trug die Flagge Armeniens während der Eröffnungsfeier im Skisprungstadion.

## Teilnehmer nach Sportarten

### Bob
| Athleten                  | Wettbewerb | Lauf 1  | Lauf 1 | Lauf 2  | Lauf 2 | Lauf 3  | Lauf 3 | Lauf 4  | Lauf 4 | Gesamt      | Gesamt |
| Athleten                  | Wettbewerb | Zeit    | Rang   | Zeit    | Rang   | Zeit    | Rang   | Zeit    | Rang   | Zeit        | Rang   |
| ------------------------- | ---------- | ------- | ------ | ------- | ------ | ------- | ------ | ------- | ------ | ----------- | ------ |
| Männer                    |            |         |        |         |        |         |        |         |        |             |        |
| Joe Almasian Ken Topalian | Zweierbob  | 54,85 s | 37     | 55,03 s | 38     | 54,92 s | 35     | 55,01 s | 35     | 3:39,81 min | 36     |

## Weblink
- Olympiamannschaft Armeniens 1994 in der Datenbank von Sports-Reference (englisch; archiviert vom Original)